# Пробірний аналіз

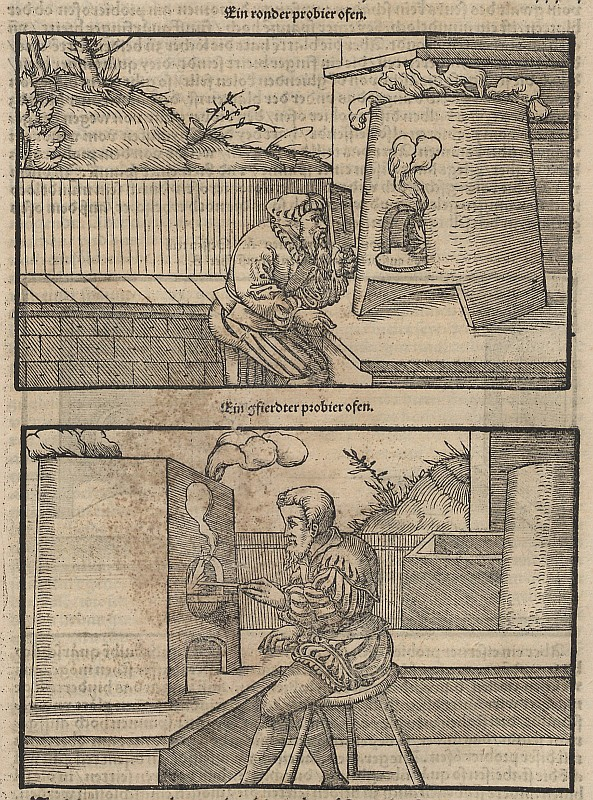
Пробірний аналіз за Георгом Агріколою (1556 р.).

Пробірний аналіз (англ. assaying, assay) — методи кількісного визначення вмісту металів, головним чином благородних, в рудах, продуктах металургійного виробництва, відходах, сплавах, виробах і ін.

## Загальний опис
Методи пробірного аналізу дозволяють визначити, наприклад, вміст золота в рудах 0,2–0,3 г/т, а в сплавах — з точністю до 0,1–0,5 проби. Висока точність методів пробірного аналізу дає можливість використати їх як контрольні і арбітражні методи, а на основі їхніх результатів розраховувати вміст благородних металів у покладах корисних копалин, здійснювати контроль за технологією виробництва. Пробірний аналіз виконують пірометалургійними (тигельна плавка, шерберна плавка, купелювання) і хімічними (головним чином випробування на так званому пробірному камені) методами.
Пірометалургійні методи пробірного аналізу базуються на сплавленні досліджуваного матеріалу з флюсами та значною кількістю глету. Матеріал, що містить від 1 до 100 г благородних металів на 1 т матеріалу, сплавляють у тиглях, матеріал з вмістом їх понад 100 г/т — у шерберах. Внаслідок сплавлення утворюються легкоплавкі шлаки й сплав свинцю з благородними металами. Цей сплав далі купелюють, тобто нагрівають у капелі з кісткового попелу. При цьому свинець та інші неблагородні метали окиснюються і оксиди вбираються пористою капеллю. «Корольок» благородних металів, що залишився, зважують на пробірних терезах (наважка до 0,5 г, точність 0,01 мг). Щоб відокремити срібло, «корольок» розбивають в тоненький лист і обробляють азотною к-тою, після чого зважують нерозчинний залишок золота.
При пробірному аналізі ювелірних і побутових виробів визначають їхню пробу. Для цього досліджуваним виробом й одночасно еталонними сплавами благородних металів наносять риски на пробірний камінь і після обробки відповідними реактивами порівнюють їхні кольори.

## З історії: пробірний аналіз заГеоргом Агріколою
Наводимо уривок з праці Георга Агріколи De Re Metallica (1556 р.), який саме присвячений опису пробірного аналізу:
| Ті, хто бажають скоріше дізнатися, яку частку срібла містить мідна руда, палять її, подрібнюють, миють, домішують до центнера збагаченого таким чином матеріалу невелику кількість рудо-жовтого глету, суміш кладуть у тигель і ставлять його на півгодини під муфель у розпеченій пробірній печі. Як тільки внаслідок дії глету при плавці відокремиться шлак, шербер виймають, остиглу суміш очищають від шлаку і знову товчуть. Потім з одним її центнером змішують півтори унції зернистого свинцю, всипають в інший шербер, який ставлять під муфель розпеченої пробірної печі, і додають до суміші трохи порошку певного складного плавня. Розплавлену масу витягують, охолоджують і очищають від шлаку. Потім її варять на капежу доти, поки весь свинець трохи випарується і не залишиться одне срібло. |
| За своєю формою пробірні печі бувають округлими або чотирикутними. Останні більше пристосовані для проби руд. За матеріалом, з якого печі зроблені, розрізняють пробірні печі цегляні, залізні й іноді глиняні. ...Цегляні печі встановлюють нерухомо на одному місці, а глиняні та залізні можна пе-реносити з місця на місце. Цегляні печі можна скласти швидше, але залізні міцніші, а гли-няні зручніші. |